# 松禾郡
松禾郡（ソンファぐん、しょうかぐん）は朝鮮民主主義人民共和国黄海南道に属する郡。

## 地理
黄海南道の西北内陸部に位置する郡で、西北にクァイル郡、北に殷栗郡、東に三泉郡、南に長淵郡と境を接する。

## 歴史
高句麗時代には麻耕伊（マギョンイ/마경이）・板麻串（パンマゴッ/판마곳）などと称された。高麗時代には麻耕伊が青松県、板麻串が嘉禾県と改められた。朝鮮王朝時代には両県が合わされて松禾県が置かれ、黄海道に属した。
1895年に海州府松禾郡、1896年黄海道松禾郡となる。1909年3月に豊川郡を合併した。当時の郡域は、現在のクァイル郡・三泉郡の一部を含み、黄海沿岸から内陸部に細長く伸びる郡であった。
1945年8月15日時点で13面115里が所属していた。1952年の北朝鮮の地方行政区画再編により、松禾郡（1邑29里）が再編成された。
1963年3月に西北部（沿岸部）に松禾果樹農場地区が置かれた。この地域は1967年10月にクァイル郡として分離された。

### 年表
この節の出典
- 1909年3月 - 豊川郡を松禾郡に編入。
- 1914年4月1日 - 郡面併合により、黄海道長淵郡の一部(牧丹面・蓴沢面の各一部)が松禾郡に編入、松禾郡の一部(上龍門面・下龍門面)が信川郡に編入、一部(下桃源面・西蓮花面の各一部)が長淵郡に編入。松禾郡に以下の面が成立。(13面)
  - 蓮芳面・蓬莱面・長陽面・桃源面・蓮井面・雲遊面・真風面・豊海面・薬山面・栗里面・泉洞面・上里面・下里面
- 1918年 - 薬山面が松禾面に改称。(13面)
- 1952年12月 - 郡面里統廃合により、黄海道松禾郡栗里面・真風面・豊海面・泉洞面・下里面および松禾面・蓮井面・蓮芳面・雲遊面・上里面の各一部、信川郡草里面・弓興面の各一部地域をもって、松禾郡を設置。松禾郡に以下の邑・里が成立。(1邑29里)
  - 松禾邑・生旺里・鴻岩里・寿増里・龍虎里・明礼里・多岩里・九灘里・温泉里・観陽里・山水里・栗里・雲山里・砂器里・龍鶴里・松谷里・細橋里・長岩里・豊海里・五井里・水豊里・薪坪里・椒島里・浦口里・月沙里・徳安里・新大里・塩田里・席島里・徳井里
- 1954年10月 - 黄海道の分割により、黄海南道松禾郡となる。(1邑29里)
- 1958年 - 細橋里が豊海里に編入。(1邑28里)
- 1963年3月 - 19ヶ里を管轄する「松禾果樹農場地区」を設置。(1邑28里)
- 1967年10月 (1邑10里)
  - 殷栗郡院堂里を編入。
  - 豊海里・薪坪里・水豊里・新大里・塩田里・浦口里・徳安里・月沙里・徳井里・五井里・長岩里・松谷里・龍鶴里・砂器里・雲山里・栗里・山水里・椒島里・席島里(松禾果樹農場地区の管轄地域)が新設のクァイル郡に編入。
- 1981年 - 生旺里が薬山里に改称。(1邑10里)

## 下位行政区画
1邑10里からなる。
- 松禾邑（ソンファウプ）
- 観陽里（クァニャンニ）
- 九灘里（クタンニ）
- 多岩里（タアムニ）
- 龍虎里（リョンホリ）
- 明礼里（ミョンネリ）
- 寿増里（スジュンニ）
- 薬山里（ヤクサンニ）
- 温泉里（オンチョンニ）
- 院堂里（ウォンダンニ）
- 鴻岩里（ホンアムニ）

## 文化・観光
- 松禾温泉
- 水橋温泉

## 交通
- 殷栗線
  - 九灘駅 - 松禾駅
- 長淵線
  - 松禾温泉駅